# Parafia Matki Boskiej Szkaplerznej w Grabinie
Parafia Matki Boskiej Szkaplerznej w Grabinie – parafia rzymskokatolicka w metropolii katowickiej, diecezji opolskiej, dekanacie Biała.

## Historia
Wieś Grabina do XIX wieku należała do parafii w Ligocie Bialskiej. Samodzielną parafię ustanowiono 30 kwietnia 1889. Kościół parafialny wzniesiono w 1861, rozbudowano w 1889. Przy kościele istnieje cmentarz, który jest własnością parafii. W 1951 do parafii dołączono wioskę Piechocice. W Piechocicach znajduje się dom zakonny elżbietanek z kaplicą dedykowaną Trójcy Świętej. Parafia liczy 575 wiernych. Do parafii należą też wierni z miejscowości Kolonia Otocka. W parafii żywy jest kult św. Marka i św. Urbana.